# Joseph Hayes
Pour les articles homonymes, voir Hayes.
Joseph Arnold Hayes, né le 2 août 1918 à Indianapolis dans l’Indiana et mort le 11 septembre 2006 à Saint Augustine en Floride aux États-Unis, est un dramaturge, un scénariste et un écrivain américain. Célèbre pour son travail autour des passions humaines, criminelles et extrêmes, il est l’auteur de nombreuses pièces de théâtre et romans dont le plus fameux est The Desperate Hours. Succès littéraire à sa sortie outre-atlantique, il est adapté au théâtre puis au cinéma sous le titre La Maison des otages en 1955 par le réalisateur William Wyler, offrant à l’acteur Humphrey Bogart l’un de ses meilleurs rôles au cinéma. Hayes remporte à l’occasion le Prix Edgar-Allan-Poe du meilleur scénario et un Tony Award de la meilleure pièce pour ces deux œuvres. Traduit sous le titre Terreur dans la maison en France, le roman est lauréat du Grand prix de littérature policière en 1956.

## Biographie
Il séjourne au sein d’un monastère bénédictin au cours de sa jeunesse avant de se détourner de la religion. Il fréquente ensuite l’Université de l'Indiana dont il sort diplômé. Il s’installe à New York. Il commence par écrire pour la radio et débute comme dramaturge en 1944, signant plusieurs pièces de théâtre dont la sixième, Leaf and Bough, est joué à Broadway en 1949. Comme de nombreux dramaturges et auteurs à succès de l’époque, il est recruté comme scénariste et signe alors quelques épisodes pour des séries télévisées. Il adapte notamment en 1949 la nouvelle The Murderer (Le Meurtrier) de l’auteur Joel Townsley Rogers pour la série télévisée Suspense réalisé par Robert Stevens.
Il écrit un premier roman nommé The Desperate Hours en 1954 qui est un succès littéraire et critique outre-atlantique. Trois malfrats fraîchement évadés prennent en otage une famille américaine à l’intérieur de leur domicile. Il en fait l’année suivante une pièce de théâtre qui fut également un succès commercial couronné par la critique, porté notamment par un jeune acteur nommé Paul Newman. Hayes remporte un Tony Award pour ce travail. Il adapte également ce récit, avec l’aide de Jay Dratler, pour le cinéma et qui devient, sous la réalisation de William Wyler, le film La Maison des otages. Le rôle-titre du chef des malfrats campé par Humphrey Bogart marque la carrière de l'acteur et rend l'auteur populaire sur le plan international. Il remporte notamment l’Edgar du meilleur scénario (film) pour son travail d’adaptation. Ce roman est traduit en France chez Hachette sous le titre Terreur dans la maison la même année et permet à l’auteur de remporter le Grand prix de littérature policière en 1956. Marc-Gilbert Sauvajon s’inspire de cette histoire pour écrire la pièce de théâtre Le Vélo devant la porte dont la mise en scène est faite par Jean-Pierre Grenier et  qui est joué pour la première fois à Paris au Théâtre Marigny en 1959, avec les comédiens Michel Etcheverry, Roger Hanin, Henri Virlogeux, Marcel Bozzuffi et Patrick Dewaere alors enfant.
Après avoir fait tremblé la famille américaine, il l’envoie en vacances dans le roman Bon voyage !, un ouvrage pour la jeunesse écrit avec sa femme Marijane Hayes. L’histoire est acheté par les studios Disney et devient au cinéma la comédie Bon voyage !, film sortit au cinéma en 1962. Hayes a entre-temps publié deux nouveaux romans et écrit le scénario du film Les Blouses blanches de Phil Karlson qui est l’adaptation du roman Final Diagnostic d’Arthur Hailey. Il signe son retour théâtrale avec la pièce Calculated Risk jouée à Broadway.
En 1963, il participe avec Jessamyn West à l’adaptation de la pièce Dark Victory de George Emerson Brewer Jr. et Bertram Bloch pour Daniel Petrie qui réalise Les Heures brèves. Hayes se retire alors des plateaux de tournage et se consacre à sa carrière littéraire et théâtrale. Durant les années 1960, 1970 et 1980, il écrit trois pièces et neuf romans, principalement des thrillers teinté de romans policiers et d’aventures dans la lignée de ses précédentes productions. Plusieurs de ses romans sont notamment traduits en France au cours des années 1960 et certains, comme Terreur dans la maison ou Crime contre la montre, connaissent plusieurs rééditions.
Son travail de romancier continue également d’intéresser le cinéma et la télévision. En 1963 The Desperate Hours est adapté une seconde fois sous le titre 90 Minuten nach Mitternacht (de), un film allemand réalisé par Jürgen Goslar. En 1964, il est adapté une troisième fois par Ludwig Cremer (de) à la télévision allemande sous le titre Studen der Angst. La quatrième adaptation du roman est indienne avec le film 36 Ghante (en) de Raj Tilak réalisé en 1973. Jack Smight tourne Le Témoin du troisième jour d’après le roman The Third Day. Hayes fait son retour au cinéma en 1990 en travaillant sur le scénario de La Maison des otages, le remake du film homonyme qui est réalisé ici par Michael Cimino. C’est la cinquième adaptation de son roman The Desperate Hours pour le petit et grand écran.
Hayes se retire après cette dernière aventure. Il décède de la maladie d'Alzheimer en 2006.

## Œuvre

### Romans
- The Desperate Hours (1954) Publié en français sous le titre Terreur dans la maison, traduction de Jean Rosenthal, Paris, Hachette, 1955, réédition Paris, Hachette, Bibliothèque verte sénior, 1977, réédition sous le titre La Maison des otages, Paris, Belfond, 1990, réédition Le Livre de poche, 1992.
- Bon Voyage (1957)
- The Hours After Midnight (1958) Publié en français sous le titre Crime contre la montre, traduction de Jean Rosenthal, Paris, Hachette, 1960, réédition, Paris, NéO, no 95, 1980.
- Don't Go Away Mad (1962) Publié en français sous le titre Amour coté cour, traduction de Jean Murray, Paris, Hachette, 1965.
- The Third Day (1964) Publié en français sous le titre Le Témoin du troisième jour, traduction de Jean Murray, Paris, Hachette, 1966.
- Like Any Other Fugitive (1972)
- The Long Dark Night (1974) Publié en français sous le titre La nuit de la vengeance, traduction de Paul Alexandre, Paris, Belfond, 1976, réédition Le Livre de poche, 1978.
- Missing and Presumed Dead (1976)
- Island on Fire (1979)
- Winner's Circle (1980)
- No Escape (1982) Publié en français sous le titre Impasse meurtrière, traduction d’Hubert Galle, Paris, Denoël, Sueurs froides, 1982.
- The Ways of Darkness (1986)

### Pièces de théâtre
- The Thompsons (1944)
- A Woman's Privilege (1945)
- The Bridegroom Waits (1946)
- Home for Christmas (1946)
- Too Young, Too Old (1948)
- Leaf and Bough (1949)
- La Maison des otages (The Desperate Hours) (1956)
- Calculated Risk (1962)
- The Deep End (1969)
- Is Anyone Listening? (1971)
- Come into My Parlor (1988)

## Filmographie

### Comme scénariste et/ou auteur adapté

#### Au cinéma
- 1955 : La Maison des otages (The Desperate Hours), de William Wyler d’après son roman The Desperate Hours.
- 1961 : Les Blouses blanches (The Young Doctors), de Phil Karlson, d’après le roman Final Diagnostic d’Arthur Hailey.
- 1963 : Les Heures brèves (Stolen Hours), de Daniel Petrie d’après la pièce Dark Victory de George Emerson Brewer Jr. et Bertram Bloch (non crédité).
- 1990 : La Maison des otages (The Desperate Hours), de Michael Cimino, remake de La Maison des otages (film, 1955).

#### À la télévision
- 1949 : The Murderer, saison 2, épisode 8 de la série télévisée Suspense, réalisé par Robert Stevens, d'après la nouvelle homonyme de Joel Townsley Rogers.

### Comme auteur adapté

#### Au cinéma et à la télévision
- 1962 : 90 Minuten nach Mitternacht (de), film allemand réalisé par Jürgen Goslar d’après le roman The Desperate Hours.
- 1964 : Studen der Angst, téléfilm allemand réalisé par Ludwig Cremer (de) d’après le roman The Desperate Hours.
- 1965 :  Le Témoin du troisième jour (The Third Day), film américain réalisé par Jack Smight d’après le roman The Third Day.
- 1973 : 36 Ghante (en) de Raj Tilak, remake de La Maison des otages (film, 1955).
- 1989 : Ich melde einen Selbstmord, téléfilm allemand réalisé par Gerhard Klingenberg.

#### Au théâtre
- 1955 : La Maison des otages (d'après son roman), Tony Award de la meilleure pièce

## Prix et distinctions notables
- 1955 : Tony Award de la meilleure pièce pour The Desperate Hours[3]
- 1956 : Prix Edgar-Allan-Poe du meilleur scénario pour La Maison des otages[4].
- 1956 : Grand prix de littérature policière pour Terreur dans la maison (The Desperate Hours)[5].